# دهه ۱۰۱۰ (پیش از میلاد)
دهه ۱۰۱۰ (پیش از میلاد) صد و یکمین دهه قبل از مبدا شروع تقویم میلادی است.